# Открытый чемпионат Антальи по теннису
Открытый чемпионат Антальи по теннису (англ. Antalya Open) — мужской международный профессиональный теннисный турнир, проводившийся в Анталье (Турция) с 2017 по 2019 года на открытых травяных кортах и в 2021 году на харде. Турнир относился к категории ATP 250 с призовым фондом в размере около 360 тысяч евро (2021 год) и турнирной сеткой, рассчитанной на 32 участников в одиночном разряде и 16 пар.

## Общая информация
Турнир появился в календаре Мирового тура ATP в 2017 году. В календаре он занял место в июньской европейской части сезона, проводящейся на открытом воздухе на траве. В 2020 году в связи с пандемией коронавирусной инфекции турнир был отменён. В измененном календаре 2021 года он был проведён в январе на харде.
Проводится на теннисных кортах, расположенных на территории отеля Kaya Palazzo Belek.

## Финалы турнира
| Год                      | Победитель     | Финалист          | Счёт              |
| ------------------------ | -------------- | ----------------- | ----------------- |
| 2021                     | Алекс де Минор | Александр Бублик  | 2–0 — отказ       |
| 2020 год (не проводился) |                |                   |                   |
| 2019                     | Лоренцо Сонего | Миомир Кецманович | (5)6-7 7-6(5) 6-1 |
| 2018                     | Дамир Джумхур  | Адриан Маннарино  | 6-1 1-6 6-1       |
| 2017                     | Юити Сугита    | Адриан Маннарино  | 6-1 7-6(4)        |

| Год                      | Победители                            | Финалисты                     | Счёт              |
| ------------------------ | ------------------------------------- | ----------------------------- | ----------------- |
| 2021                     | Никола Мектич Мате Павич              | Иван Додиг Филип Полашек      | 6-2 6-4           |
| 2020 год (не проводился) |                                       |                               |                   |
| 2019                     | Йонатан Эрлих Артём Ситак             | Иван Додиг Филип Полашек      | 6-3 6-4           |
| 2018                     | Марсело Демолинер Сантьяго Гонсалес   | Сандер Арендс Матве Мидделкоп | 7-5 (6)6-7 [10-8] |
| 2017                     | Роберт Линдстедт Айсам-уль-Хак Куреши | Оливер Марах Мате Павич       | 7-5 4-1 (отказ)   |